# Dán EU-elnökség (2012)
2012 első felében Dánia töltötte be az Európai Unió (EU) Tanácsában az elnöki tisztséget. Az ország a Lengyelországgal és Ciprussal alkotott trojka második tagjaként az 1973-as EU-csatlakozás óta hetedszer töltötte be a posztot. Helle Thorning-Schmidt miniszterelnöknő balközép koalíciós kormánya 2011 óta van hivatalban.
Az elnökség legfontosabb feladata a következő, hétéves (2014–2020) költségvetés összeállítása.
Másik jelentős feladat az euró válságának leküzdése. A 2011. december 9-i EU-csúcson kiderült, hogy az Egyesült Királyság biztosan nem kíván részt venni a szorosabb gazdasági integrációban, és az eurózónán kívüli többi állam csatlakozása is kérdéses. Noha Dánia nem tagja az eurózónának, célja, hogy egyben tartsa az unió 27 tagú családját.
Emellett a környezetvédelmi kérdések számára igyekszik prioritást biztosítani.

## Prioritások
Az elnökség prioritásai jelszavakban:
- Felelősségteljes Európa: a 2011. decemberi, a költségvetési fegyelem megerősítésére és a gazdaság stabilizálására irányuló Európai Tanács-határozatok végrehajtása; a pénzügyi ágazat szigorúbb szabályozására irányuló reformok felgyorsítása; a 2014–2020-as uniós költségvetésről szóló vita előremozdítása – ez a május 6-i Schleswig-Holstein tartománybeli német választások előtt aligha sikerülhet.
- Dinamikus Európa: 20 éves az egységes piac. Dánia elkötelezte magát, hogy küzd a Bizottság egységes piaci intézkedéscsomagjában szereplő 12 kulcsintézkedés végrehajtásáért, és hogy új piacokkal (Japán, India, Kanada és Tunézia) köt szabadkereskedelmi megállapodásokat.
- Környezetbarát Európa: a környezetkímélő és fenntartható növekedés előmozdítása. Előrelépést kíván elérni az energiahatékonyságról szóló irányelvjavaslat, a 2050-ig szóló energiaügyi menetrend és a 7. környezetvédelmi cselekvési program ügyében is.
- Biztonságos Európa:  a dán elnökség törekszik az Unió külső határainak kezelésének javítására. Célul tűzték ki a közös európai menekültügyi rendszer véglegesítését és a személyeknek a schengeni térségben történő szabad mozgását lehetővé tévő rendszer megerősítését.

Az Európai Unió bővítése kapcsán a dán elnökség haladni kíván az Izlanddal és Törökországgal megkezdett tárgyalásokkal, megindítaná a megbeszéléseket Montenegróval és véglegesítené Szerbia tagjelölti státusz iránti kérelmét.

## Kulturális programok
A koppenhágai Nemzeti Múzeumban 2012. június 3-áig ingyenesen megtekinthető az Europa møder Verden („Európa találkozása a világgal”) című kiállítás, ami Európa és a világ többi részének kapcsolatát, kölcsönös hatásrendszerét vázolja fel.

## Logó
A korábbi elnökségi trióval (Spanyolország, Belgium, Magyarország) ellentétben a Lengyelország, Dánia és Ciprus alkotta triónak nem terveztek közös logót. Az elnökség logójának színei a dán zászló színeire (piros, fehér) utalnak, és beépítették a logóba a 2011-2012-es évet.